# St. Ursula (Pilgramsberg)

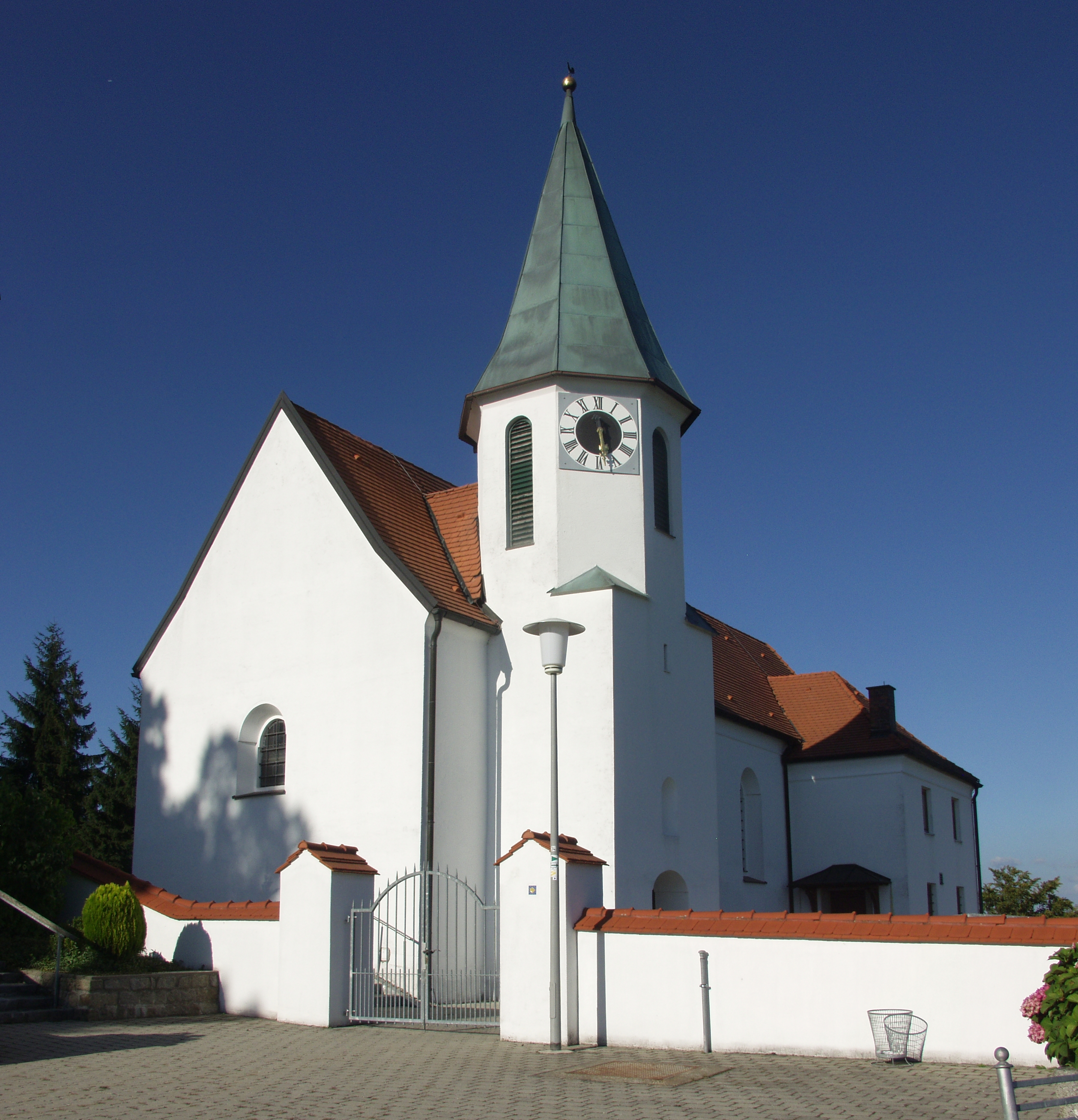
Wallfahrtskirche

St. Ursula ist eine römisch-katholische Wallfahrtskirche auf dem Pilgramsberg in der Gemeinde Rattiszell im niederbayerischen Landkreis Straubing-Bogen.

## Geschichte

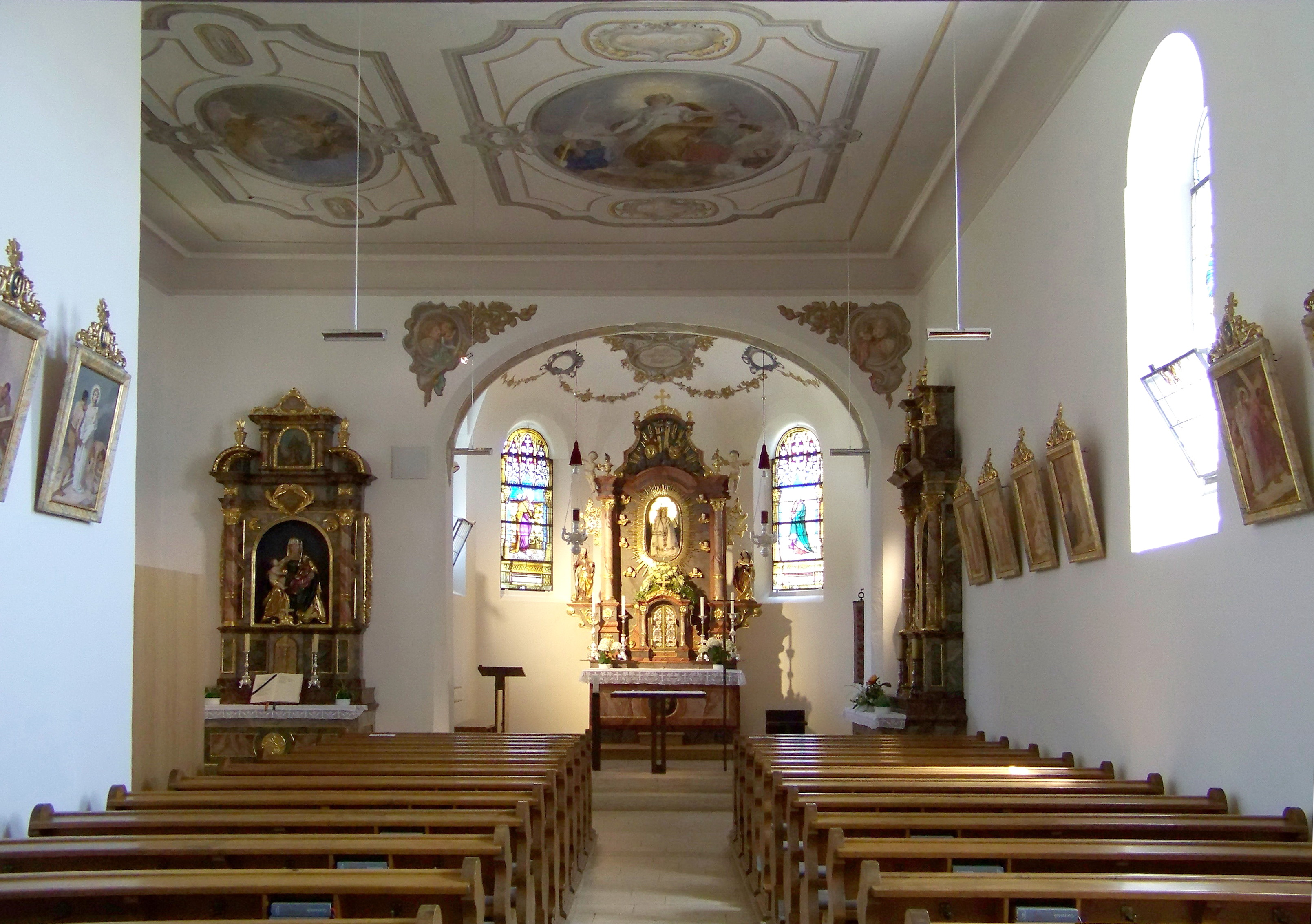
Innenansicht

Eine Wallfahrt ist schon 1405 in einer Urkunde bezeugt, jedoch kam frühere Wallfahrt zu St. Ursula erst seit etwa 1460 auf, als die Kirche die Ursula-Statue erhielt. Bezeugt ist aus dem Jahre 1528, dass St. Ursula damals schon die Schutzheilige des Kirchleins war. Eine Wallfahrt zur hl. Ursula bestand im 17. und 18. Jahrhundert, was zahlreiche Votivbilder aus dieser Zeit bezeugen. Mit dem Neubau der Barockkirche 1680 blühte die Wallfahrt wieder auf. Die Rattiszeller Pfarrherrn waren mit der Anwesenheit eines eigenen Pfarrers bei der Wallfahrtskirche nicht einverstanden und erwirkten die Entfernung des Geistlichen. Mit der Säkularisation kam die Wallfahrt zum Erliegen. Mit der Installation einer neuen Mutter-Gottes-Figur, einer Kopie des Altöttinger Gnadenbildes am 14. April 1839 wurde aus der einstigen Wallfahrt zur heiligen Ursula ein beliebtes Ziel von Marienverehrern. Die Figur wurde in der Nacht vom 8. auf den 9. Oktober 1980 gestohlen. In der Osternacht 1982 erhielt die Kirche eine Replik der abhanden gekommenen Statue.

## Kirchengebäude und Ausstattung

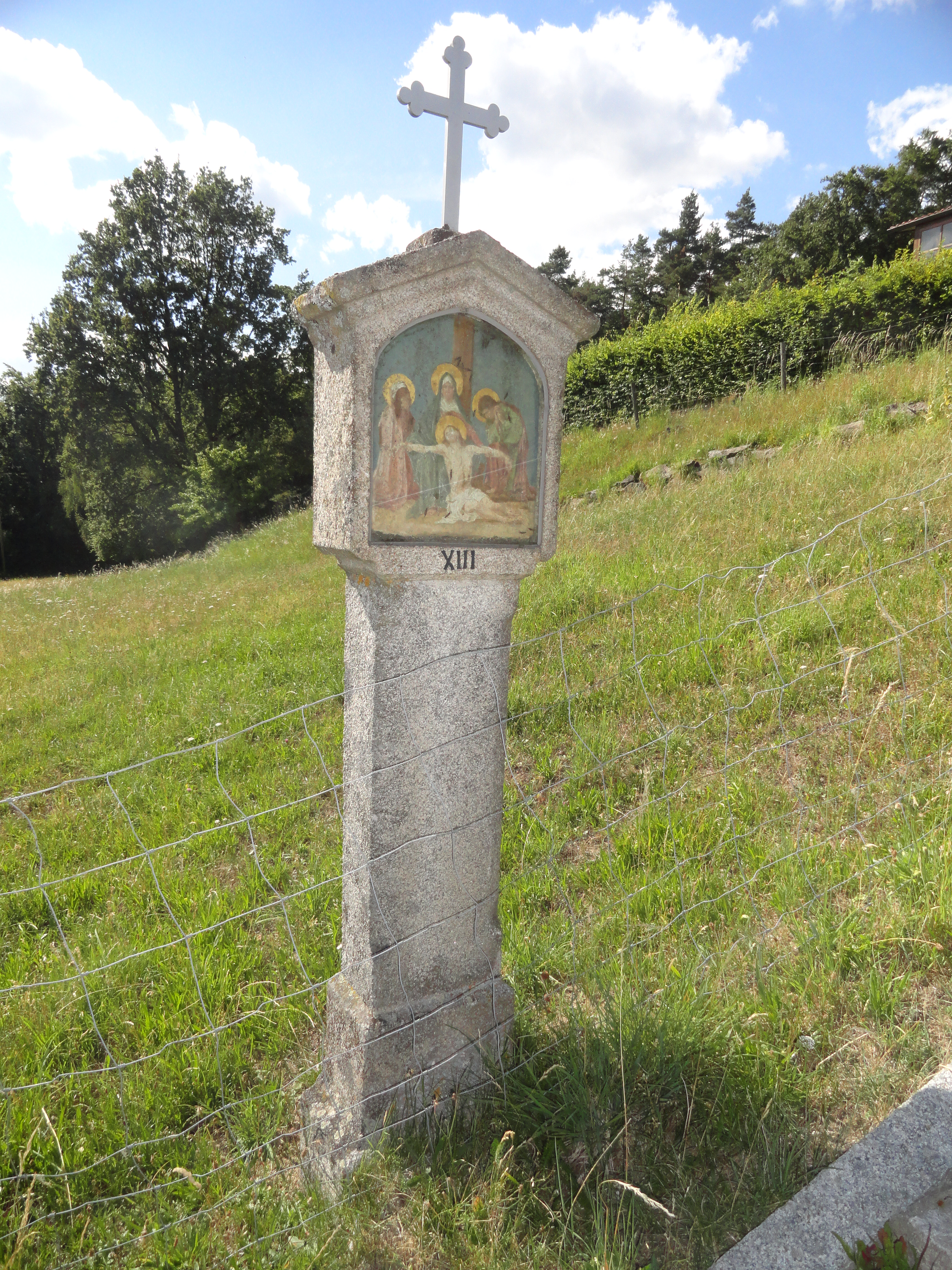
Kreuzwegstation

Der bestehende ungegliedert verputzte Baukörper ist ein schlichter Barockbau des 17. Jahrhunderts. Der Ostteil steht vermutlich auf spätgotischen Grundmauern. Der nicht eingezogene Chor hat ein Joch und Schluss aus drei Seiten des Achtecks. Die Halbkuppel ist mit Stichen ausgeführt. Der Chorbogen ist einspringend, korbbogig, aus der Westseite gefast. Das Langhaus trägt vier Fensterachsen. Die Fenster schließen im Rundbogen. Die Decke ist flach und trägt Deckengemälde von Schmalzl senior aus dem Jahr 1913.
Der zweigeschossige Turm erhebt sich über dem Südportal. Bis zum Dachsims der Kirche ist er quadratisch, das Obergeschoss ist achtseitig ausgeführt und mit einem Spitzhelm bekrönt. Die Sakristei befindet sich südlich am Chor. Sie ist zweigeschossig und mit Flachdecken ausgeführt. Im Obergeschoss befindet sich ein Oratorium mit Blick in die Kirche.
Die Altäre stammen von 1910 unter Verwendung älterer Teile. Der Hochaltar trägt das bekleidete Gnadenbild. Auf dem nördlichen Seitenaltar befindet sich die spätgotische Figurengruppe St. Anna selbdritt.
Die Treppe zur Kirche ist mit steinernen Kreuzwegstationen ausgestattet.

## Orgel
1884 erhielt die Kirche eine Orgel von Jakob Schmid aus Straubing. Das Instrument wurde mehrfach renoviert und umgebaut. 1987 erbaute die Firma Weise ein neues Instrument mit acht Registern. Das rein mechanische Schleifladen-Instrument hat folgende Disposition:
| Manual C–  |       |
| Gedeckt    | 8′    |
| Salicional | 8′    |
| Prinzipal  | 4′    |
| Holzflöte  | 4′    |
| Quinte     | 2 ⁄3′ |
| Prinzipal  | 2′    |
| Mixtur III | 1 ⁄3′ |

| Pedal C– |     |
| Subbass  | 16′ |

- Koppel: Man/P

## Glocke
Die Glocke goss 1680 Johann Gordian Schelchshorn in Regensburg.